# Cycloderma frenatum
Espèce
Synonymes
- Aspidochelys livingstonii Gray, 1860

Statut de conservation UICN

 EN  : En danger
Cycloderma frenatum est une espèce de tortues de la famille des Trionychidae.

## Répartition
Cette espèce se rencontre au Malawi, au Mozambique, en Tanzanie, en Zambie et au Zimbabwe.

## Publication originale
- Peters, 1854 : Ubersicht der auf seiner Reise nach Mossambique beobachteten Schildkröten. Bericht Bekanntmachung Verhandlungen Königlich-Preussischen Akademie der Wissenschaften zu Berlin, vol. 1854, p. 215–216 (texte intégral).